# Super Cassettevision
Super Cassettevision var den japanska tillverkaren Epochs andra kassettbaserade spelkonsol, lanserad den 17 juli 1984.
Super Cassettevision var uppföljaren till Epochs föråldrade Cassettevision. Den var avsedd att konkurrera med Nintendos mycket framgångsrika Famicom, som hade släppts i Japan året dessförinnan, samt Segas första spelkonsol, SG-1000. Priset låg på 14 800 yen. För utformningen av hårdvaran hade Epoch tagit hjälp av NEC Corporation, som senare skulle komma att lansera flera egna konsoler tillsammans med Hudson. Hårdvarumässigt var den överlägsen konkurrenternas maskiner; till exempel kunde den visa 128 spritar på skärmen samtidigt, att jämföra med Nintendos 8 och Segas 4. Trots ett spelbibliotek med ett flertal kända spel från tredjepartstillverkare som Namco och lanseringen av en för flickor anpassad rosa variant på konsolen kunde Epoch, som med sin gamla konsol hade dominerat den japanska spelmarknaden, inte klara sig i konkurrensen. 1987 drog sig Epoch ur spelmarknaden.
Utanför Japan var SCV så gott som helt okänd, men såldes åtminstone ett tag i Frankrike av firman Yeno, som även marknadsförde Segas dator SC-3000 och MSX-datorer.

## Specifikationer
Med NEC:s hjälp hade Epoch fått fram en för sin tid mycket avancerad konsol. Basenheten hade tio knappar för att välja spellägen eller styra vissa spel, i vilket fall ett överlägg med knappförklaringar lades över knappsatsen. De två separata handkontrollerna var försedda med små styrspakar. Processorn var en NEC-tillverkad µ7801G på 4 MHz med 128 byte arbetsminne (i övrigt utnyttjades videominnet). PCM-ljudet sköttes av en NEC UPD1771C. Den specialutvecklade videokretsen EPOCH TV-1 med sina 4 Kbyte grafikminne kunde visa 16 färger med en ungefärlig upplösning på 192x122 pixlar och hade 128 spritar. Detta demonstrerades av det inbyggda demot som visades då maskinen slogs på utan någon spelkassett isatt: Massor av ballonger flög över skärmen på ett sätt som inte skulle gå att på något enkelt vis realisera på någon konkurrerande konsol. På baksidan fanns en RGB-utgång, vilket också för sin tid var oerhört.

## Spelbibliotek
1. Astro wars: Teikoku Kreuz no inbō
2. Astro wars II: Battle in galaxy
3. Super golf
4. Super mahjongg jissen futari-mahjongg
5. Super Baseball
6. Punch boy: Monster-jō-daikatsugeki
7. Elevator fight: Gāshimu-gundan metsubō no hi
8. Lupin III: Barcelona-dōkutsu dasshutsusakusen
9. Nebula
10. Wheelie racer: Bōsō! Rally 60 000 kilo
11. Boulder Dash
12. Miner 2049er
13. Super soccer
14. Comic circus
15. Rene Van Dale no hoshiuranai: Milky princess
16. Pop & Chips: Miracle world wa ōsawagi!
17. Nekketsu kung fu road: Chūgokusanzennen no bujutsu koko ni kiwamaru!
18. Star speeder
19. Tonton ball: Kibun wa doki doki rizumu
20. Super sansū-puter
21. Shōginyūmon
22. Doraemon: Nobita no time machine-daibōken
23. BASIC-nyūmon
24. Dragon Slayer
25. Rantō prowres
26. Wai wai monsterland
27. Dragon Ball: Dragon daihikyō
28. Mappy
29. Sky Kid
30. Pole Position II

- (Ytterligare ett spel, som aldrig gavs ut, var ett rugbyspel med okänd titel.)